# Pseudogonatodes guianensis
Pseudogonatodes guianensis — вид геконоподібних ящірок родини Sphaerodactylidae. Мешкає в Південній Америці.

## Підвиди
Виділяють два підвиди:
- Pseudogonatodes guianensis amazonicus Vanzolini, 1967;
- Pseudogonatodes guianensis guianensis Parker, 1935.

## Поширення і екологія
Pseudogonatodes guianensis мешкають на сході Колумбії, Еквадору і Перу, на півдні Венесуели, в Гаяні, Суринамі і Французькій Гвіані та в Бразилії (Амазонас, Амапа, Пара). Вони живуть у вологих тропічних лісах Амазонії, серед опалого листя і гнилої деревини, часто поблизу водойм. Живляться безхребетними, зокрема колемболами, а також павуками, рівноногими рачками, личинками жуків, термітами і дрібними прямокрилими. Відкладають яйця.